# Ekholmsnäsbacken

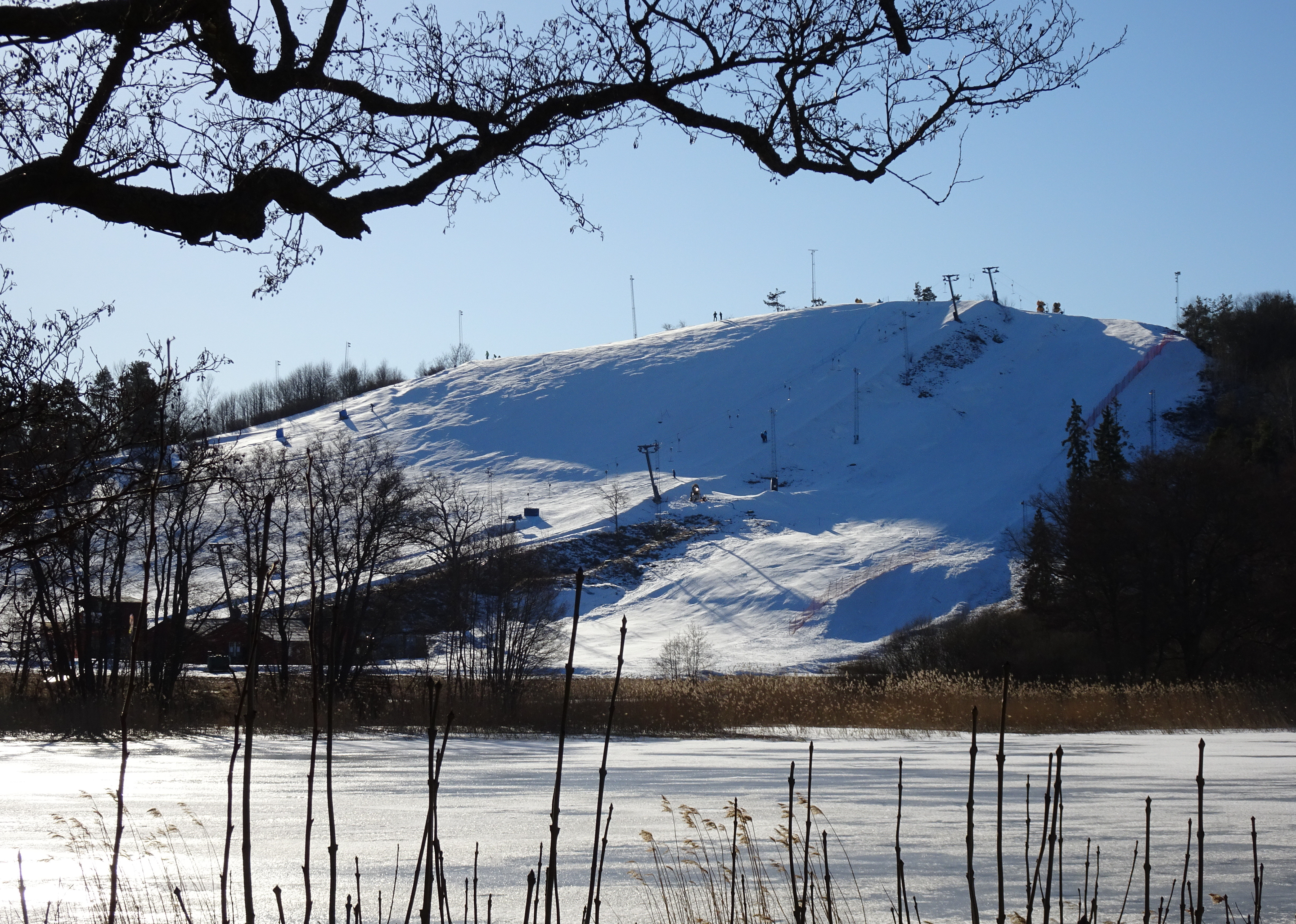
Ekholmsnäsbacken, 2016.

Ekholmsnäsbacken (även kallat Ekholmsnäsberget) är en skidbacke belägen i kommundelarna Koltorp och Ekholmsnäs i Lidingö kommun. 

## Beskrivning

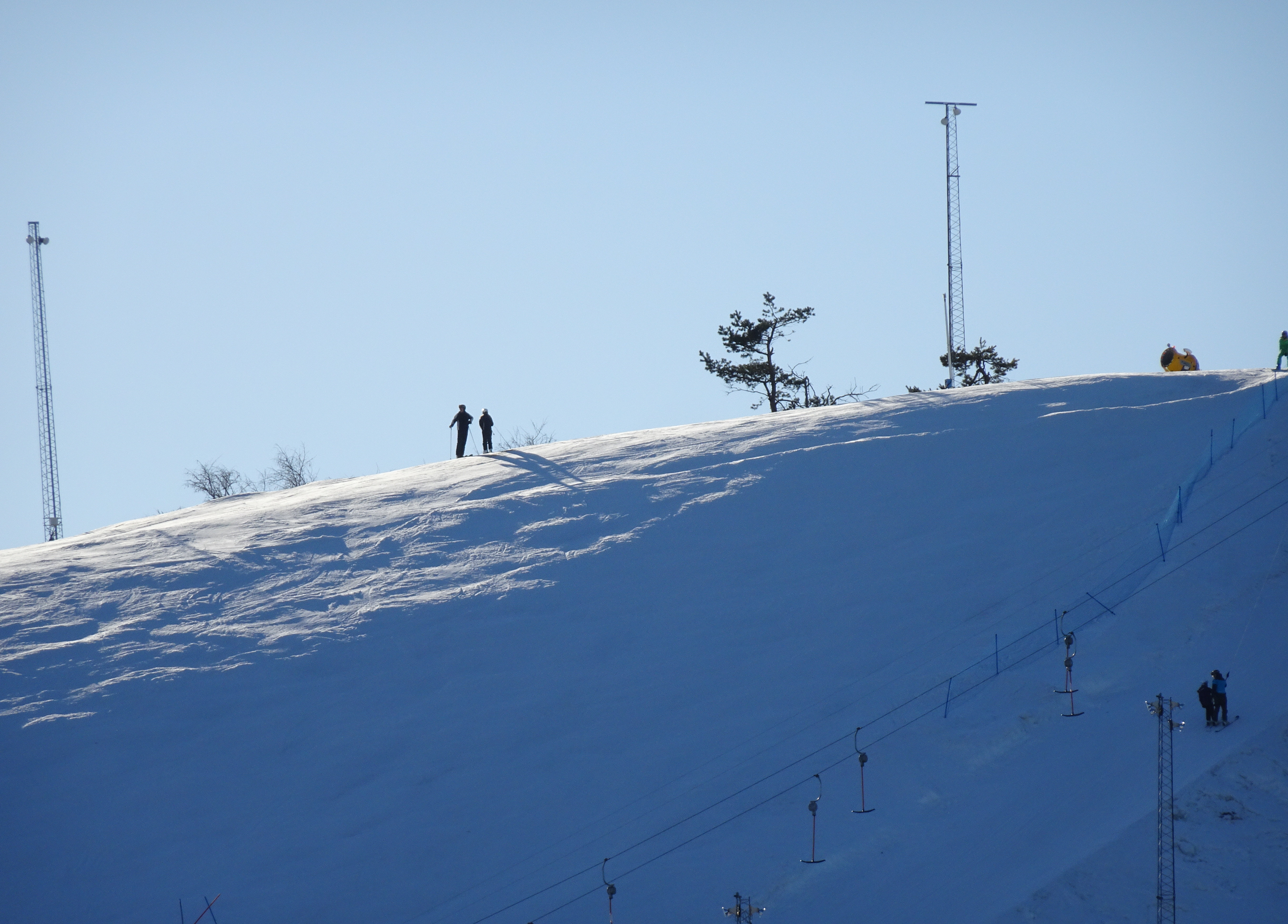
Ekholmsnäsbacken, 2016.

Backen är till stor del konstgjord, och började anläggas på 1960-talet. År 2020 var backens högsta punkt 67 meter över havet.
Å 1982 anordnades en internationell parallellslalomtävling i Ekholmsnäsbacken. Den TV-utsända galan samlade cirka 30 000 åskådare, den då största publiksiffran någonsin på ön. Sedan Ingemar Stenmark skadats och andra storåkare kört ur blev det Lars-Göran Halvarsson som vann tävlingen. Bengt-Erik Grahn var en ofta sedd skidåkare i backen på helgerna under hans utbildningstid till gymnastiklärare på Bosöns idrottshögskola på 1960-talet.
Anläggningen drivs idag (2021) av ett privat företag. Bakom det står Alexander Blomqvist som även ansvarar för drift och utveckling av fjällanläggningen i Tännäskröket i Funäsfjällen. I backen finns en modern ankarsläplift, uthyrning av skidutrustning och värmestuga med servering, och kvällsbelysning. I backutrustningen ingår ett antal snökanoner som tar sitt vatten från Kyrkviken och en pistmaskin. Backen har en fallhöjd på cirka 70 m. Lidingö slalomklubb använder Ekholmsnäsbackens teknikbacke, till höger om huvudbacken, för träning några dagar i veckan och parallellt Gesunda-backen på Gesundaberget i Dalarna som Ekholmsnäsbacken har ett samarbetsavtal med.

## Framtida planer
Företaget som driver anläggningen drog på sig stora skulder under 2006-2007 genom omfattande investeringar, bland annat en helt ny lift, i kombination med mycket dåliga vintrar, vilket ledde till en hotande konkurs. I samband med att ekonomin blev känd uttalade sig politikern Paul Lindquist att "Lidingö stad inte ger bidrag till skuldsanering av privata företag". I september 2008 beslutade dock Lidingö stad att skjuta till ett engångsbelopp för att backen skulle kunna drivas vidare åtminstone under säsongen 2008/2009. Efter den fina skidsäsongen 2009 med mycket besökare beslutade Lidingö stad att garantera ett utökat årligt kapitalstöd för att säkra verksamheten åtminstone fram till 2015.

## Utsikt

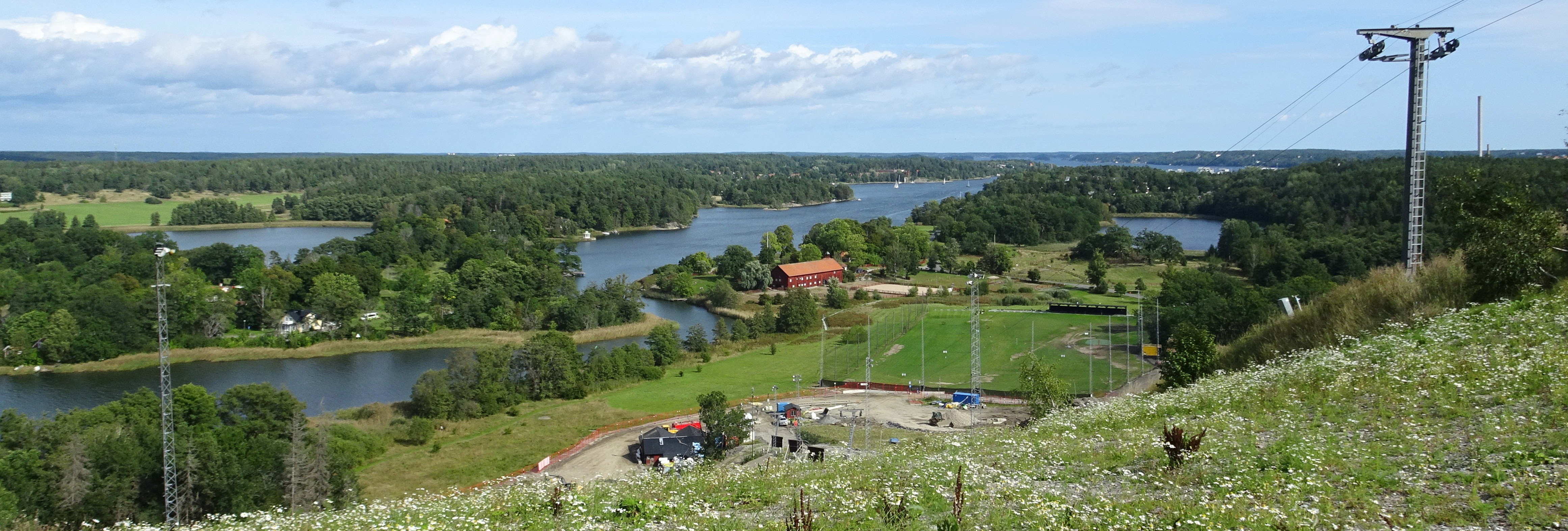
Utsikten från Ekholmsnäsbacken, vy mot nordost med Kyrkviken till vänster och Hustegafjärden längst bort, september 2021.